# Kazimierz Łabęda
Kazimierz Łabęda (ur. 26 listopada 1922 w Warszawie, zm. 2 października 1978) – polski piłkarz występujący na pozycji pomocnika.

## Życiorys
Piłkarz i wychowanek Polonii Warszawa, w jej barwach od 1936 do 1956 roku. Po upadku powstania warszawskiego został wywieziony do obozu. Następnie uwolniony przez aliantów, do jesieni 1947 roku przebywał w Anglii. Po powrocie do Polski w październiku i listopadzie tego samego roku został piłkarzem Lechii Gdańsk, w barwach której rozegrał łącznie 6 spotkań. Następnie ponownie został zawodnikiem Polonii Warszawa, z którą w 1952 zdobył Puchar Polski. Na początku lat sześćdziesiątych przez rok pełnił funkcję trenera pierwszego zespołu Polonii. W karierze trenerskiej prowadził też Mazowsze Grójec, Okęcie Warszawa i Sarmatę Warszawa. Zmarł nagle podczas meczu oldbojów Polonii w Nowym Dworze Mazowieckim, 2 października 1978. Został pochowany 6 października 1978 na Cmentarzu Bródnowskim w Warszawie (kwatera A 61 rząd 1 grób 14)

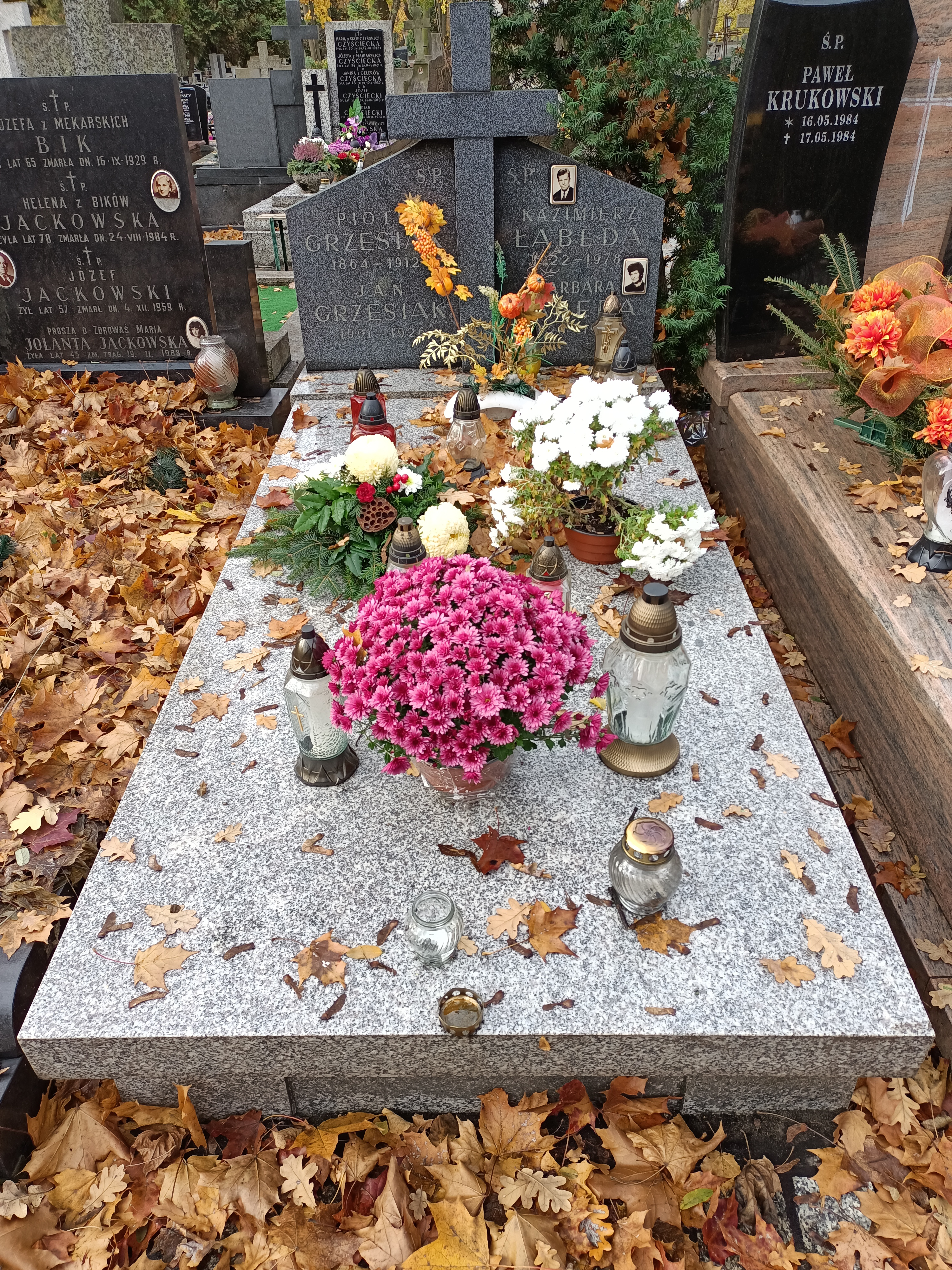
Grób Kazimierza Łąbędy na Cmentarzu Bródnowskim w Warszawie